# Макдонел Даглас MD-90
Макдонел Даглас MD-90 (енгл. McDonnell Douglas MD-90) је двомоторни млазни путнички авион кратког и средњег домета, капацитета 111 до 181 путника, у зависности од варијанте авиона. Производ је америчких компанија Макдонел Даглас и Боинг. Између 1995. и 2000. године, произведено је 116 примерака у неколико верзија.

## Варијанте фамилије авиона Даглас
Велика и дуговечна фамилија авиона Даглас DC-9 има три серије авиона и то: Даглас DC-9, затима Макдонел Даглас MD-80 и MD-90 и на кроју Боинг 717-200/(MD-95. У оквиру ових серија постоје следећи модели ових авиона:
- Даглас DC-9- модели: DC-9-10, DC-9-15, DC-9-20, DC-9-30, DC-9-40, DC-9-50, поред ових цивилних путничких авиона DC-9 има и војну верзију која носи ознаку C-9,
- Макдонел Даглас- MD-80 (са моделима -81/-82/-83/-88/-87), MD-90 и MD-95,
- Боинг - је модел MD-95 прекрстио у (Боинг 717-200).

## Пројектовање и развој авиона серије
Авиони серије MD-90 су траћа генерација авиона Даглас DC-9, које је производила фирма Даглас, а побољшани су у односу на другу генерацију ових авиона, која је носила ознаку MD-80. Разлика између авиона друге MD-80 и треће MD-90 генерације је у томе што су уграђени тиши и економичнији и еколошки чистији мотори (International Aero Engines serije V2500), а уграђени су и савреминији уређаји за контролу лета EFIS (систем сличан оном на авиону MD-11). Модели авиона у оквиру серије се међусобно разликују по снагама мотора, укупној тежини авиона, долета и капацитета израженог у броју путника. У зависности од модела, МД-90 може да превезе од 111 до 181 путника, док је распоред седишта остао исти као код „деветке“ (2 + 3 у једном реду).

### Варијанте авиона серије
- - основна варијанта авиона ове серије са мотором ,
- - варијанта авиона где је труп продужен за 1,45 метара и уграђен мотор IAE V2525-D5;
- - варијанта авиона са повећаним долетом и мотором IAE V2525-D5;
- - варијанта авиона са 147 седишта, произведена у Кини са четири точка на стајном трапу за полетање и слетање са лоших писти;
- - варијанта авиона са продуженим трупом (52,3 метара), са 181 седиштем и уграђен мотор IAE V2528-D5 намењен европском тржишту;
- - варијанта авиона са повећаним долетом и мотором ,

## Карактеристике серије авиона
|                             |         |         |         |        |        |        |
| Капацитет путника           | 111/116 | 153/172 | 153/172 | 147    | 181    | 181    |
| Највећа тежина при узлетању | 70.760  | 70.760  | 76.204  | 76.204 | 76.204 | 78.245 |
| Долет                       | 4.329   | 3.860   | 4.424   | 3.860  | 4.424  | 4.424  |
| Брзина крстарења            | 811     | 811     | 811     | 811    | 811    | 811    |
| Дужина                      | 45,50   | 46,50   | 46,50   | 46,50  | 52,30  | 52,30  |
| Распон крила                | 32,87   | 32,87   | 32,87   | 32,87  | 32,87  | 32,87  |
| Висина авиона               | 9,40    | 9,40    | 9,40    | 9,40   | 9,40   | 9,40   |
| Тип мотора                  |         |         |         |        |        |        |
| Потисак мотора              | 97,00   | 113,21  | 113,21  | 113,21 | 127,55 | 127,55 |
| Број чланова посаде         | 2       | 2       | 2       | 2      | 2      | 2      |

## Оперативно коришћење
Укупно је произведено 116 примерака авиона серије Макдонел Даглас MD-90. То је авион из фамилије авиона DC-9 произведен у најмањем броју примерака, што није чудо, јер у овој категорији авиона има два велика конкурента: Airbus A320 и Boeing 737-800. Природно је било очекивати да Боинг који је прогутао Дагласа укине производњу Дагласових авиона који су били конкуренти Боинговим авионима. То се и десило са овом серијом авиона. Први авион из серије Макдонел Даглас MD-90 је испоручен авио-компанији Делта 1995. године, а последњи Saudu Arabian Airlines 2000. године.

## Земље које су користиле овај авион
| - Јапан - Шведска - Данска - Норвешка - Швајцарска | - САД - Индонезија - Финска - Кина - Република Кина - Саудијска Арабија |